# Муха Василь Миколайович
Васи́ль Микола́йович Муха (6 квітня 1988 — 20 січня 2020) — молодший сержант Збройних Сил України, учасник російсько-української війни.

## Життєпис
Народився 6 квітня 1988 року в селі Піски-Радьківські Борівського району на Харківщині.
На той час, коли на Сході України почалася війна, він саме працював будівельником на Півночі Росії, непогано заробляв. Проте залишатися на прибуткових заробітках у країні, яка розгорнула воєнну агресію проти його Батьківщини, Муха не зміг. Повернувшись в Україну, Василь пішов у військкомат, щоб записатися в добровольці. І це при тому, що строкової служби в армії він не проходив.
Він кілька разів продовжував контракт. Востаннє — в січні 2019 року. Командир відділення — командир машини 2-го мотопіхотного відділення 2-го мотопіхотного взводу 2-ї мотопіхотної роти 37-го окремого мотопіхотного батальйону «Запоріжжя» 56-ї окремої мотопіхотної Маріупольської бригади.
Загинув о 19:45 20 січня 2020 року в околицях селища Опитне поблизу ДАП від кулі снайпера. Спочатку той поранив його товариша і Василь кинувся йому на допомогу. Воїна накрило перехресним вогнем. До того, як його вразили три кулі, одна з яких — снайперська — вцілила в серце, він встиг дати дві черги з кулемета.
Поховали бійця в рідному селі Піски-Радьківські. З рідних у Василя залишився тільки батько.

## Нагороди та вшанування
- Указом Президента України № 601/2020 від 29 грудня 2020 року «за особисту мужність і самовіддані дії, виявлену у захисті державного суверенітету та територіальної цілісності України» нагороджений орденом «За мужність» III ступеня (посмертно)[1].
- Вшановується в меморіальному комплексі «Зала пам'яті», в щоденному ранковому церемоніалі 20 січня[2][3].